# Gugusse
Ne doit pas être confondu avec GusGus ou C'est Gugusse avec son violon.
Gugusse est une pièce de théâtre de Marcel Achard créée au théâtre de la Michodière le 13 septembre 1968. La pièce est une comédie en trois actes, éditée en 1968 par la Table ronde.

## Histoire
La pièce se déroule en 1944, pendant l'occupation allemande. Elle raconte les péripéties d'un couple, Gugusse et Margot. Gugusse, un homme simple et naïf, est fou amoureux de sa femme mais celle-ci lui lui préfère un fringant officier allemand. Le fil de l'intrigue amoureuse, sous-tendu par l'ambiance complexe de cette période de l'histoire, est parsemé de références à la résistance, la collaboration, le marché noir, Radio Londres, et où le climat de méfiance générale, le débarquement des Alliés et le recul de l'Occupant s'entremêlent étroitement. Au terme de bien des rebondissements, les protagonistes se retrouvent en Allemagne puis reviennent à Paris devant un tribunal, où ils seront finalement acquittés grâce à des témoignages qui leur sont favorables.

## Théâtre de la Michodière,1968
Du 13 septembre 1968 au 4 janvier 1969 au Théâtre de la Michodière.
- Mise en scène : Michel Roux
- Décors : André Levasseur
- Personnages et interprètes :
  - Margot : Mylène Demongeot
  - Frédéric : Georges Marchal
  - Éloi : Michel Serrault
  - Solange : Catherine Hiegel
  - Minna : Claudine Delvaux
  - Bourdille : Fernand Berset
  - Le Président : Jean Berger
  - L'avocate : Lita Recio
  - Le commissaire du gouvernement : René Bériard
  - L'huissier : Robert Deslandes
  - Michalet : Bernard Charlan
  - Dominique, Capitaine Ronsard : François Borel

## Réactions du public
Mylène Demongeot, qui commence sa carrière, raconte l'effet produit sur le public par son personnage : la trahison et la relation entretenue avec l'occupant déclenchent de vives réactions. « Dès les premières représentations, le public me couvre d'insultes. "Pute", "salope", "ordure" (...) pourtant la seconde guerre mondiale est déjà loin. Certains souvenirs ont la vie dure ».

## Citations
- “Quand on entend ce qu'une jolie femme dit, c'est qu'elle n'est pas vraiment jolie.”
- “Vaut mieux s'engueuler que de se sentir seul.”
- Le baiser d'une femme, c'est la poignée de main du boxeur avant le combat.